# سیارک ۳۵۳۲۴
سیارک ۳۵۳۲۴ (به انگلیسی: 35324 Orlandi، نامگذاری:1997ET7)۳۵۳۲۴مین سیارک کشف شده‌است که در ۰۷ مارس ۱۹۹۷ کشف شد.